# Leptodactylodon erythrogaster
Leptodactylodon erythrogaster är en groddjursart som beskrevs av Jean-Louis Amiet 1971. Leptodactylodon erythrogaster ingår i släktet Leptodactylodon och familjen Arthroleptidae. IUCN kategoriserar arten globalt som akut hotad. Inga underarter finns listade i Catalogue of Life.